# Гравитационный парадокс

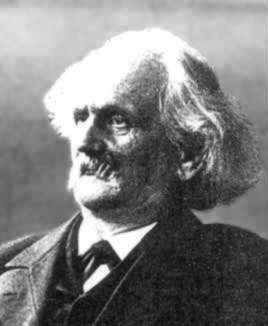
Карл Нейман

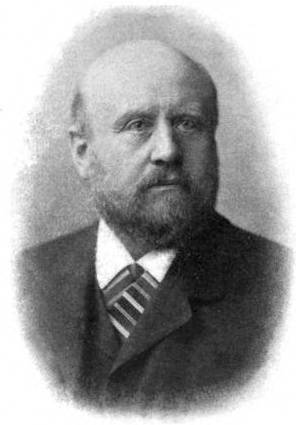
Гуго фон Зелигер

Гравитацио́нный парадо́кс, или парадокс Неймана — Зелигера, — историческая космологическая проблема, вытекающая из классической теории тяготения и формулирующаяся следующим образом:
| В бесконечной Вселенной с евклидовой геометрией и ненулевой средней плотностью вещества гравитационный потенциал всюду принимает бесконечное значение. |

Парадокс назван по именам впервые опубликовавших его немецких учёных К. Неймана и Г. Зелигера. Гравитационный парадокс оказался самым серьёзным затруднением теории тяготения Ньютона, и обсуждение этой темы сыграло значительную роль в осознании научным сообществом того факта, что классическая теория тяготения непригодна для решения космологических проблем. Многочисленные попытки улучшить теорию тяготения увенчались успехом в 1915 году, когда А. Эйнштейн завершил разработку общей теории относительности, в которой данный парадокс не имеет места.

## История появления
Если плотность вещества ρ произвольно распределена в пространстве, то создаваемое им гравитационное поле в классической теории определяется гравитационным потенциалом φ. Для нахождения этого потенциала надо решить уравнение Пуассона:
{\displaystyle \Delta \varphi =-4\pi G\rho ,}
Здесь {\displaystyle G} — гравитационная постоянная. Общее решение этого уравнения записывается в виде:
| {\displaystyle \varphi =-G\int {\frac {\rho dV}{r}}+C,} | (1) |
где r — расстояние между элементом объёма dV и точкой, в которой определяется потенциал φ, С — произвольная постоянная.
В 1894—1896 годах немецкие учёные К. Нейман и Г. Зелигер, независимо друг от друга, проанализировали поведение интеграла в формуле (1) для всей бесконечной Вселенной. Выяснилось, что если средняя плотность вещества во Вселенной ненулевая, то интеграл расходится. Более того, чтобы потенциал принимал конечное значение, необходимо, чтобы средняя плотность вещества во Вселенной с ростом {\displaystyle r} убывала быстрее, чем {\displaystyle {\frac {1}{r^{2}}}.} Если указанное условие нарушено, то, как показал Зелигер, в зависимости от способа перехода к пределу в интеграле действующая на произвольное тело сила тяготения может принимать любое значение, включая бесконечное.
Зелигер заключил, что с ростом масштаба во Вселенной средняя плотность вещества должна быстро убывать и в пределе стремиться к нулю. Этот вывод противоречил традиционным представлениям о бесконечности и однородности Вселенной и порождал сомнение в том, пригодна ли ньютоновская теория для исследования космологических проблем.

## Предложения по решению проблемы
На рубеже XIX—XX веков были предложены несколько вариантов решения проблемы.

### Конечная масса вещества
Проще всего предположить, что во Вселенной существует лишь конечное количество вещества. Эту гипотезу рассматривал ещё Исаак Ньютон в письме Ричарду Бентли. Анализ показал, что подобный «звёздный остров» со временем, под действием взаимовлияния звёзд, либо соединится в одно тело, либо рассеется в бесконечной пустоте. А. Эйнштейн, рассматривая принцип однородного распределения вещества в бесконечной Вселенной, писал:

Это представление несовместимо с теорией Ньютона. Больше того, последняя требует, чтобы мир имел нечто вроде центра, где плотность числа звёзд была бы максимальной, и чтобы эта плотность убывала с расстоянием от центра так, что на бесконечности мир был бы совсем пустым. Звёздный мир должен представлять собой конечный остров в бесконечном океане пространства.
Это представление не очень удовлетворительно само по себе. Оно неудовлетворительно ещё и потому, что приводит к следствию, что свет, излучаемый звёздами, а также отдельные звёзды звёздной системы должны непрерывно удаляться в бесконечность, никогда не возвращаясь и не вступая во взаимодействие с другими объектами природы. Такой мир, материя которого сконцентрирована в конечном пространстве, должен был бы медленно, но систематически опустошаться.

### Иерархическая Вселенная
Иерархическая, или «фрактальная» космология, восходящая ещё к учёному XVIII века Иоганну Ламберту, явилась более изощрённой попыткой решить проблему. Ламберт в 1761 году опубликовал «Космологические письма о строении Вселенной», где предположил, что Вселенная устроена иерархично: каждая звезда с планетами образует систему первого уровня, далее эти звёзды объединяются в систему второго уровня и т. д. В 1908 году шведский астроном Карл Шарлье показал, что в иерархической модели Ламберта для устранения гравитационного парадокса достаточно предположить для каждых двух соседних уровней иерархии следующее соотношение между размерами {\displaystyle R_{k}} систем и средним числом {\displaystyle N_{k}} систем нижнего уровня в системе следующего уровня:
{\displaystyle {\frac {R_{k}}{R_{k-1}}}>{\sqrt {N_{k}}},}
то есть размеры систем должны расти достаточно быстро. В XXI веке идеи Шарлье почти не имеют последователей, так как модель Ламберта (и фрактальная космология вообще) противоречит ряду современных наблюдательных данных, в особенности различным косвенным свидетельствам малости колебаний гравитационного потенциала в видимой вселенной.

### Модификация закона всемирного тяготения
Третья группа гипотез содержала различные модификации закона всемирного тяготения. Немецкий физик Август Фёппль предположил (1897), что во Вселенной существует вещество с отрицательной массой, компенсирующее избыток тяготения. Гипотезу о существовании вещества с отрицательной массой ещё в 1885 году выдвинул английский математик и статистик Карл Пирсон, он считал, что «минус-вещество», отталкиваясь от обычного, переместилось в отдалённые районы Вселенной, но некоторые известные звёзды с быстрым собственным движением, возможно, состоят из такого вещества. Уильям Томсон (лорд Кельвин) (1884 год) аналогичную гасящую роль отводил эфиру, который, по его мнению, притягивает только сам себя, создавая дополнительное давление.
Ряд учёных пытались исходить из необъяснимого в рамках ньютоновской теории аномального смещения перигелия Меркурия. Простейшим вариантом была «гипотеза Холла», согласно которой квадрат расстояния в формуле закона всемирного тяготения следует заменить на немного бо́льшую степень. Такая корректировка достигала сразу двух целей — гравитационный парадокс исчезал (интегралы становились конечными), а смещение перигелия Меркурия можно было объяснить, подобрав подходящий показатель степени для расстояния. Однако, как вскоре выяснилось, движение Луны не согласуется с новым законом.
Зелигер и Нейман предложили ещё одну модификацию закона всемирного тяготения:
{\displaystyle F=G\cdot {m_{1}\cdot m_{2} \over R^{2}}e^{-\lambda R}}
В ней дополнительный множитель {\displaystyle e^{-\lambda R}} обеспечивает более быстрое, чем у Ньютона, убывание тяготения с расстоянием. Подбор коэффициента затухания {\displaystyle \lambda } позволял также объяснить смещение перигелия Меркурия, однако движение Венеры, Земли и Марса переставало соответствовать наблюдениям.
Были и другие попытки улучшить теорию гравитации, но до работ А. Эйнштейна все они были безуспешны — новые теории либо не объясняли в полной мере смещение перигелия Меркурия, либо давали ошибочные результаты для других планет.

### Неевклидова геометрия пространства
С 1870-х годов начали появляться первые гипотезы о том, что для решения парадокса следует предположить у Вселенной неевклидову геометрию (Шеринг, Киллинг, позднее Шварцшильд и Пуанкаре). Немецкий астроном Пауль Харцер склонялся к мнению, что кривизна пространства положительна, поскольку тогда объём Вселенной конечен, и наряду с гравитационным отпадает также фотометрический парадокс. Однако объяснить смещение перигелия Меркурия с помощью этой гипотезы не удалось — расчёты показали, что получается неправдоподобно большая кривизна пространства.

## Современная трактовка
Ньютоновская теория тяготения, как выяснилось в начале XX века, неприменима для расчёта сильных полей тяготения. В современной физике она заменена на общую теорию относительности А. Эйнштейна (ОТО). Новая теория тяготения привела к созданию науки космологии, включающей ряд разнообразных моделей устройства мироздания. В этих моделях гравитационный парадокс не возникает, поскольку сила тяготения в ОТО есть локальное следствие неевклидовой метрики пространства-времени, и поэтому сила всегда однозначно определена и конечна.
Первую статью по релятивистской космологии опубликовал сам Эйнштейн в 1917 году, она называлась «Вопросы космологии и общая теория относительности» (нем. Kosmologische Betrachtungen zur allgemeinen Relativitätstheorie). В этой статье Эйнштейн сослался на гравитационный парадокс как доказательство неприменимости ньютоновской теории в космологии, и заключил: «Эти трудности, по-видимому, нельзя преодолеть, оставаясь в рамках теории Ньютона».